# Moritz Wohlers
Moritz Jürgen Wohlers (* 15. April 1984 in Wolfenbüttel) ist ein ehemaliger deutscher Basketballspieler. Der 2,03 Meter große Innenspieler gehörte zum Aufgebot des Bundesligisten Eisbären Bremerhaven und war deutscher A2-Nationalspieler.

## Laufbahn
Der Sohn des ehemaligen Basketball-Nationalspielers Jürgen Wohlers spielte in der Nachwuchsabteilung des MTV Wolfenbüttel, ehe er 2001 in die Vereinigten Staaten ging. Nach einer Saison an der Benton Consolidated High School (Bundesstaat Illinois) nahm er 2002 am Lewis and Clark Community College (ebenfalls in Illinois) ein Hochschulstudium auf und spielte für die Basketball-Auswahl des Colleges.
2004 wechselte er ans McKendree College in die NAIA, 2005 ging’s weiter an die Montana State University-Billings (zweite Division der NCAA). Dort bestritt Wohlers in der Spielrunde 2005/06 sein Abschlussjahr auf Universitätsniveau und war mit 19,4 Punkten je Begegnung zweitbester Werfer der Mannschaft. Mit 8,0 Rebounds pro Spiel verbuchte er zudem den Höchstwert innerhalb der Truppe.
Von 2006 bis 2008 ging Wohlers in der British Basketball League für die Scottish Rocks auf Korbjagd, mit denen er 2007 Vizemeister wurde. Im Vorfeld des Spieljahres 2008/09 wurde er zunächst beim Bundesligisten BG Göttingen als Neuzugang vermeldet, es kam aber schon vor dem Saisonauftakt zur Trennung, Wohlers wurde stattdessen von Göttingens Ligakonkurrent Eisbären Bremerhaven verpflichtet. Für die Eisbären bestritt er in der Saison 2008/09 16 Bundesliga-Begegnungen und erzielte Mittelwerte von 1,3 Punkten sowie einem Rebound je Partie.
Im Spieljahr 2009/10 spielte Wohlers für den FC Bayern München in der 2. Bundesliga ProA und zog sich dann aus dem Profibereich zurück. Zwischen 2011 und 2015 verstärkte er den TSV Oberhaching-Deisenhofen in der ersten Regionalliga. Es folgten zwei Jahre (2015 bis 2017) beim Staffelkonkurrenten MTSV Schwabing, ehe er zur Saison 2017/18 zu Oberhaching-Deisenhofen zurückkehrte. Im Spieljahr 2018/19 wurde Wohlers mit der Mannschaft Meister der 1. Regionalliga Südost und war an diesem Erfolg als bester Korbschütze der Truppe (14,5 Punkte/Spiel) erheblich beteiligt. Hernach war Wohlers mit Oberhaching-Deisenhofen in der 2. Bundesliga ProB vertreten und hatte das Amt des Spielführers inne. Im November 2021 zog er sich aus dem Leistungssport zurück.

### Nationalmannschaft
2007 nahm er mit der deutschen Studentennationalmannschaft (zugleich A2-Nationalmannschaft) an der Universiade in Bangkok teil.